# Zuman
Zuman (ukrainisch und russisch Цумань; polnisch Cumań) ist eine Siedlung städtischen Typs in der Ukraine mit etwa 6200 Einwohnern.

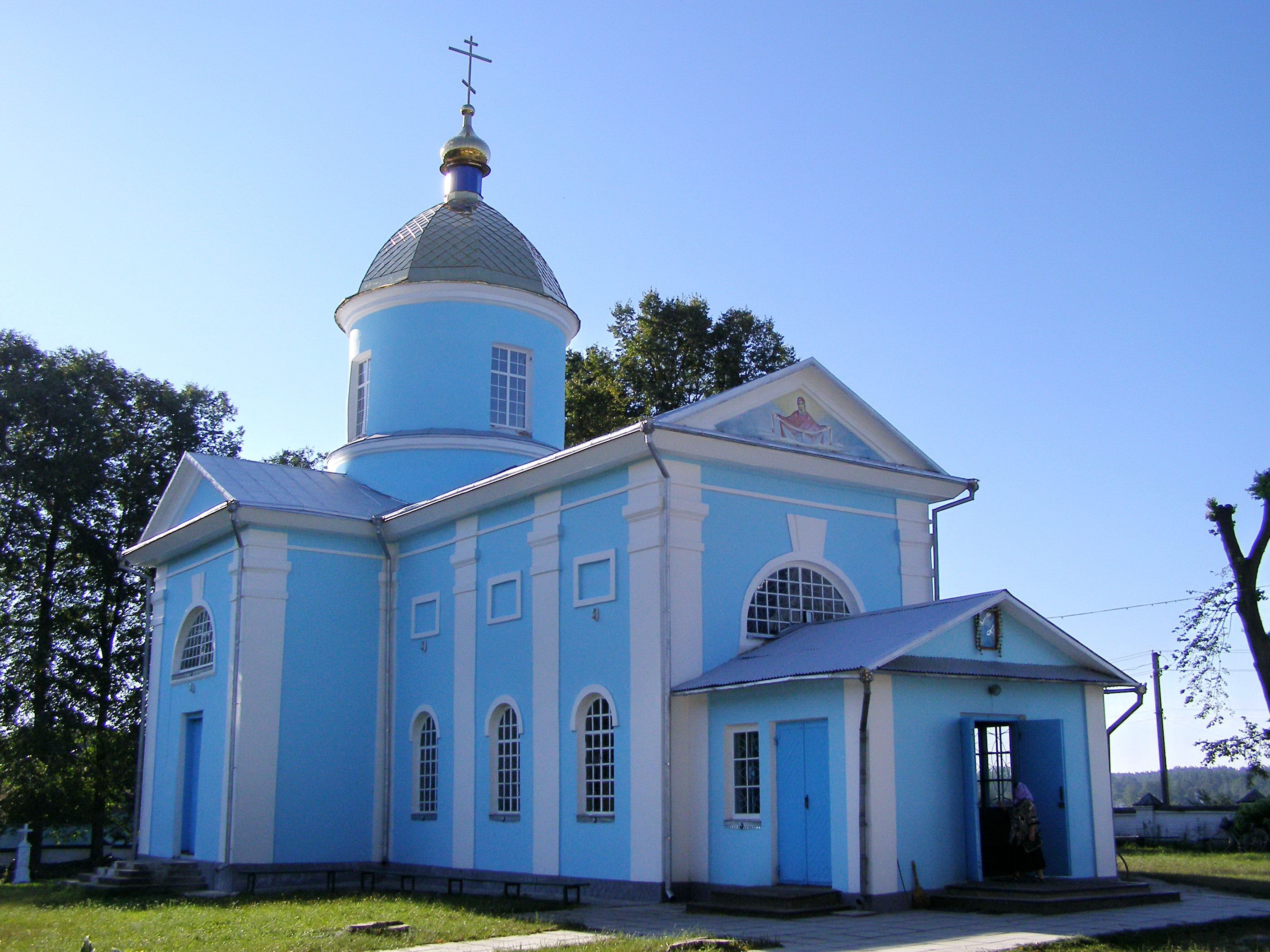
Kirche zu Ehren der Fürsprache der Heiligen Jungfrau, erbaut 1843

## Lage
Sie liegt in der Oblast Wolyn im Rajon Luzk am Flüsschen Putyliwka. Das ehemalige Rajonszentrum Kiwerzi ist etwa 40 Kilometer westlich gelegen, die Oblasthauptstadt Luzk etwa 42 Kilometer westlich.

## Geschichte
Der Ort wurde um 1557 zum ersten Mal schriftlich erwähnt und lag als Cumań bis 1795 als Teil der Adelsrepublik Polen-Litauen, in der Woiwodschaft Wolhynien. Nach der dritten polnischen Teilung kam es zum neugegründeten Gouvernement Wolhynien als Teil des Russischen Reiches.
Nach dem Ende des Ersten Weltkriegs wurde der Ort Teil der Zweiten Polnischen Republik (Woiwodschaft Wolhynien, Powiat Łuck, Gmina Silno). Infolge des Hitler-Stalin-Pakts besetzte die Sowjetunion das Gebiet. Nach dem deutschen Überfall auf die Sowjetunion im Juni 1941 war der Ort bis 1944 unter deutscher Herrschaft, kam nach dem Zweiten Weltkrieg wieder zur Sowjetunion, wurde in die Ukrainische SSR eingegliedert und gehört seit 1991 zur heutigen Ukraine. Seit 1940 hat der Ort den Status einer Siedlung städtischen Typs.

## Verwaltungsgliederung
Am 27. Juli 2017 wurde die Siedlung zum Zentrum der neugegründeten Siedlungsgemeinde Zuman (Цуманська селищна громада/Zumanska selyschtschna hromada). Zu dieser zählten auch noch die 5 Dörfer Berestjane, Cholonewytschi, Kadyschtsche, Lypne und Snamyriwka, bis dahin bildete sie zusammen mit dem südlich gelegenen als Bahnhofssiedlung entstandenen Dorf Kadyschtsche die gleichnamige Siedlungsratsgemeinde Zuman (Цуманська селищна рада/Zumanska selyschtschna rada) im Osten des Rajons Kiwerzi.
Am 4. September 2018 kamen noch die Dörfer Horodyschtsche, Klubotschyn und Sylne zum Gemeindegebiet, am 12. Juni 2020 wurde die Gemeinde um 7 weitere in der untenstehenden Tabelle aufgelisteten Dörfer erweitert.
Am 17. Juli 2020 wurde der Ort Teil des Rajons Luzk.
Folgende Orte sind neben dem Hauptort Zuman Teil der Gemeinde:
| Name                     | Name        | Name                        | Name          | Name |
| ukrainisch transkribiert | ukrainisch  | russisch                    | polnisch      |      |
| ------------------------ | ----------- | --------------------------- | ------------- | ---- |
| Baschlyky                | Башлики     | Башлыки (Baschlyki)         | Baszłyki      |      |
| Berestjane               | Берестяне   | Берестяное (Berestjanoje)   | Bereściany    |      |
| Cholonewytschi           | Холоневичі  | Холоневичи (Cholonewitschi) | Chołoniewicze |      |
| Dubyschtsche             | Дубище      | Дубище (Dubischtsche)       | Dubiszcze     |      |
| Horodyschtsche           | Городище    | Городище (Gorodischtsche)   | Horodyszcze   |      |
| Hremjatsche              | Грем'яче    | Гремячее (Gremjatscheje)    | Hremiacze     |      |
| Jakiwzi                  | Яківці      | Яковцы (Jakowzy)            | Jakubczyce    |      |
| Kadyschtsche             | Кадище      | Кадище (Kadischtsche)       | Kadyszcze     |      |
| Karpyliwka               | Карпилівка  | Карпиловка (Karpilowka)     | Karpiłówka    |      |
| Klubotschyn              | Клубочин    | Клубочин (Klubotschin)      | Kłobuczyn     |      |
| Lypne                    | Липне       | Липно (Lipno)               | Lipno         |      |
| Romaschkiwka             | Ромашківка  | Ромашковка (Romaschowka)    | Romaszkowska  |      |
| Skrehotiwka              | Скреготівка | Скреготовка (Skregotowka)   | Skresztówka   |      |
| Snamyriwka               | Знамирівка  | Знамировка (Snamirowka)     | Znamirówka    |      |
| Sylne                    | Сильне      | Сильное (Silnoje)           | Silno         |      |